# Wir bleiben
Wir bleiben ist ein Lied der deutschen Hard-Rock-Band Böhse Onkelz. Das Lied erschien am 4. September 2015 als Single. Es handelt sich um das erste Stück der Böhsen Onkelz nach ihrem Comeback 2014.

## Entstehungsgeschichte
Wir bleiben entstand nach den Eindrücken der vielumjubelten Comeback-Konzerte der Böhsen Onkelz vom 20. und 21. Juni 2014 auf dem Hockenheimring, die vor jeweils rund 100.000 Zuschauern stattfanden. Die Band wiederholte dies im darauffolgenden Jahr an zwei Wochenenden Ende Juni 2015 und insgesamt vier Shows vor 350.000 Menschen. Während der Proben zu diesen Shows entstand das Stück Wir bleiben. Das Lied wurde erstmals am 19. Juni 2015 live gespielt und blieb bei allen vier Auftritten der Band in der Setlist.
Ein Livezusammenschnitt aller vier Auftritte wurde am 20. August 2015 über YouTube veröffentlicht.
Am 4. September 2015 erschien schließlich die Single auf CD und als Download, angereichert um drei Lieder von ihren Auftritten am Hockenheimring 2014, sowie das Video, das jedoch nur auf der Single-CD erhältlich ist. Die Single galt als Vorbote für das 18. Studioalbum Memento der Band, das im Oktober 2016 erschien, jedoch den Song Wir bleiben nicht enthält. Auf dem 2016 veröffentlichten Livealbum Böhse für’s Leben befindet sich eine Liveversion des Liedes. In den Songtext eingearbeitet ist ein gebeugtes Zitat der literarischen Figur Mephisto aus dem Faust. Eine Tragödie von Johann Wolfgang von Goethe von 1808 ("Ich bin der Geist der stets verneint!").

## Titelliste
1. Wir bleiben (Studioversion) – 3:44
2. Macht für den, der sie nicht will (Live Hockenheimring 2014) – 4:45
3. Der Himmel kann warten (Live Hockenheimring 2014) – 4:35
4. Mexico (Live Hockenheimring 2014) – 3:17

- Video: Wir bleiben (Live Hockenheimring 2015)

## Chartplatzierungen
Die Single erreichte am 11. September 2015 Platz 4 der der deutschen Singlecharts und verblieb insgesamt vier Wochen in den Charts. In Österreich erreichte der Song Platz 32.

## Kritik
Max Fellmann von der Süddeutschen Zeitung zog in seiner Kolumne Hit, Hit, Hurra: Chartskolumne Parallelen zur Flüchtlingskrise und behauptete, die Band habe eine Antwort auf das Anti-Nazi-Lied Schrei nach Liebe von Die Ärzte geliefert, das durch die Aktion Arschloch erneut in die Charts gelangte. Das Stück ist seiner Ansicht nach zweideutig:

„Wir bleiben, das kann dabei heißen, »wir« bleiben hier vor den Flüchtlingsheimen stehen und pöbeln rum; es kann natürlich auch einfach heißen, »wir«, die Böhsen Onkelz, bleiben in den Charts. Es kann alles mögliche heißen. Gezielte Unschärfe ist seit Jahren der wichtigste Dreh der Böhsen Onkelz, die mal sehr, sehr rechts waren und heute behaupten, es nicht mehr zu sein. Den Text von »Wir bleiben« halten sie so sehr im Vagen, dass sich zwischen Früher-war-alles-besser und Es-muss-sich-endlich-was-ändern ziemlich alles hineininterpretieren lässt.“

Einen Beweis für diese  Interpretation bleibt der Autor jedoch schuldig. So wies Sebastian Kessler vom Metal Hammer darauf hin, dass das Lied Anfang 2015 unter dem Eindruck der Comebackkonzerte entstand, als von der Flüchtlingskrise noch keine Rede war. Zudem habe sich zuletzt Stephan Weidner gerade in jüngster Zeit ganz klar „gegen rechts und sogenannte Asylkritiker gestellt“. Weidner wurde mit folgendem Sätzen aus einem Facebook-Post zitiert:

„Es interessiert mich nicht, welche Argumente ihr gegen Flüchtlinge oder „Gutmenschen“ vorbringt, denn es gibt keine. Verbrennt meine Platten, bleibt in euren traurigen Zirkeln, in denen nur Hass und Ignoranz alles Schöne und Gute platt walzen.“